# Alpes setentrionais da Estíria
Os Alpes setentrionais da Estíria - Steirische Nordalpen em alemão - é um maciço montanhoso que se se encontram na região da  Estíria, na Áustria. O cume mais alto é o Hochtor com 2.369 m.
O maciço tomou o nome deste Länder austríaco mesmo se estende pelos da Alta Áustria e da Baixa Áustria.

## Localização
Esta cadeia tem a Norte os Alpes da Baixa Áustria, a Leste a Sudeste os Pré-Alpes da Estíria, a Sudoeste os Alpes Tauern ocidentais, e a Nordeste os Alpes de Salzkammergut e da Alta Áustria. A característica deste maciço é não se encontrar no prolongamento da cordilheira alpina principal mas sim destacado dos Alpes Tauern orientais.

## SOIUSA
A Subdivisão Orográfica Internacional Unificada do Sistema Alpesno (SOIUSA) dividiu em 2005 os Alpes em duas grandesPartes: Alpes Ocidentais e Alpes Orientais, separados pela linha formada pelo  Rio Reno - Passo de Spluga - Lago de Como - Lago de Lecco.
Os Alpes setentrionais da Estíria são formados pelos Alpes de Ennstal e os Alpes orientais-norte da Estíria.

### Classificação  SOIUSA
Segundo a SOIUSA este acidente geográfico é uma Secção alpina  com as seguintes características:
- Parte = Alpes Orientais
- Grande sector alpino = Alpes Orientais-Norte
- Secção alpina = Alpes setentrionais da Estíria
- Código = II/B-26

## Imagens

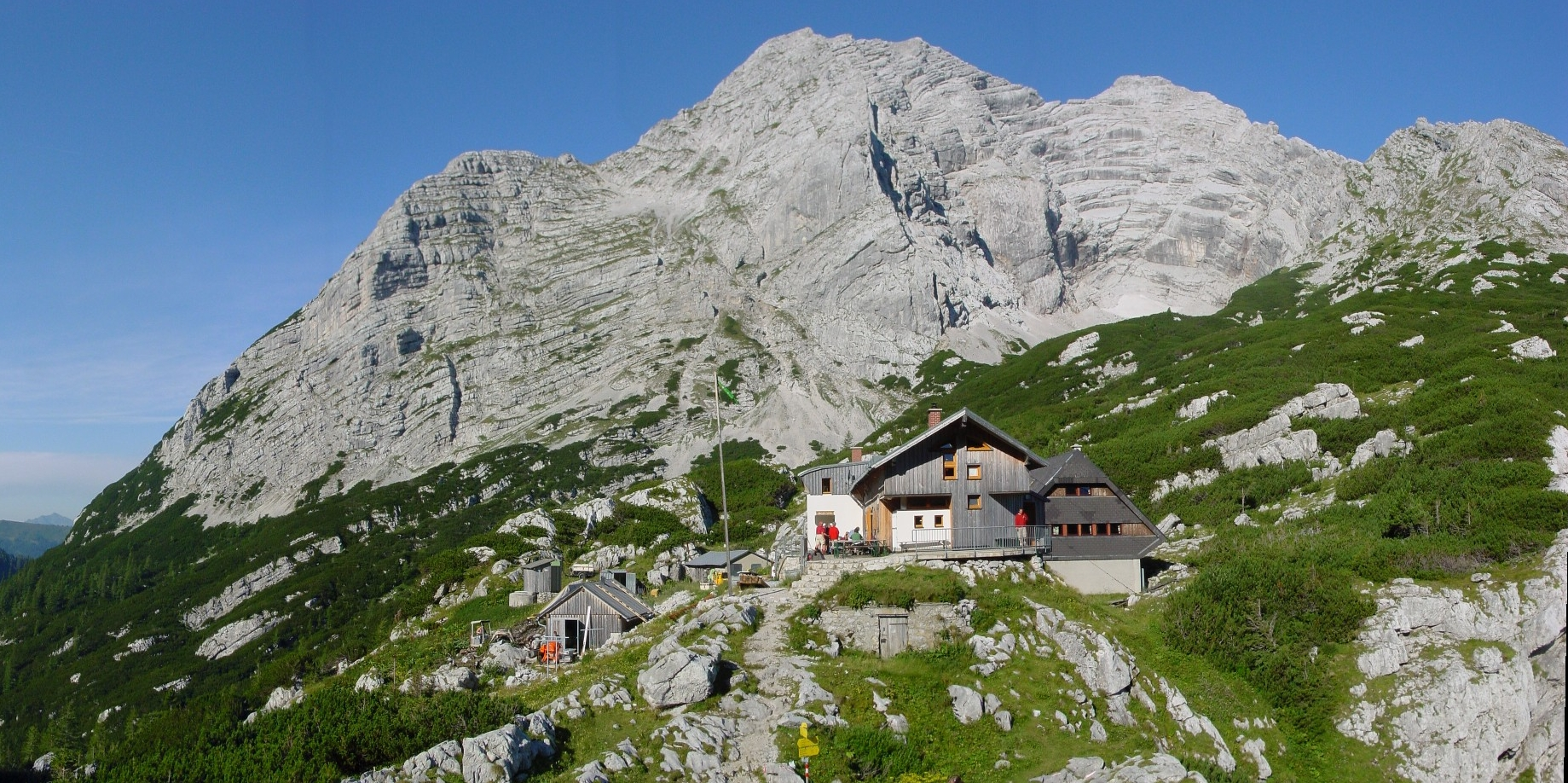
O Hochtor